# Administrativna podjela Gruzije
Republika Gruzija, upravno je podijeljena na:
- dvije autonomne republike (Abhazija i Adžarija)
- jedan autonomni okrug (Južna Osetija) s nepriznatim statusom,
- devet regija (desno navedene)
- glavni grad Tbilisi.

Autonomne republike Abhazija i Adžarija osnovane su za vrijeme SSSR-a i priznate su prema gruzijskom ustavu. Abhazija je de facto nezavisna republika. Regije su osnovane 1996. godine, a one su podijeljene u okruge.